# Se vuol ballare

Cavatina Se vuol ballare este o cavatină pentru bariton sau bas din opera Nunta lui Figaro. Se vuol ballare înseamnă „Dacă vrei să dansezi (dragul meu domn conte)”. Această arie este interpretată de Figaro ca o ironie la adresa afemeiatului conte Almaviva, după ce aflase de la Susanna, logodnica lui, că Almaviva îi face avansuri.

## Libretul
| Se vuol ballare, signor contino, il chitarrino le suonerò, sì, se vuol venire nella mia scuola, la capriola le insegnerò, sì. Saprò, saprò, ma piano, meglio ogni arcano, dissimulando scoprir potrò. L'arte schermendo, l'arte adoprando, di qua pungendo, di là scherzando, tutte le macchine rovescierò. Se vuol ballare, signor contino, il chitarrino le suonerò. - Se vuol ballare - Se vuol ballare - Bryn Terfel |